# 무지개 골짜기

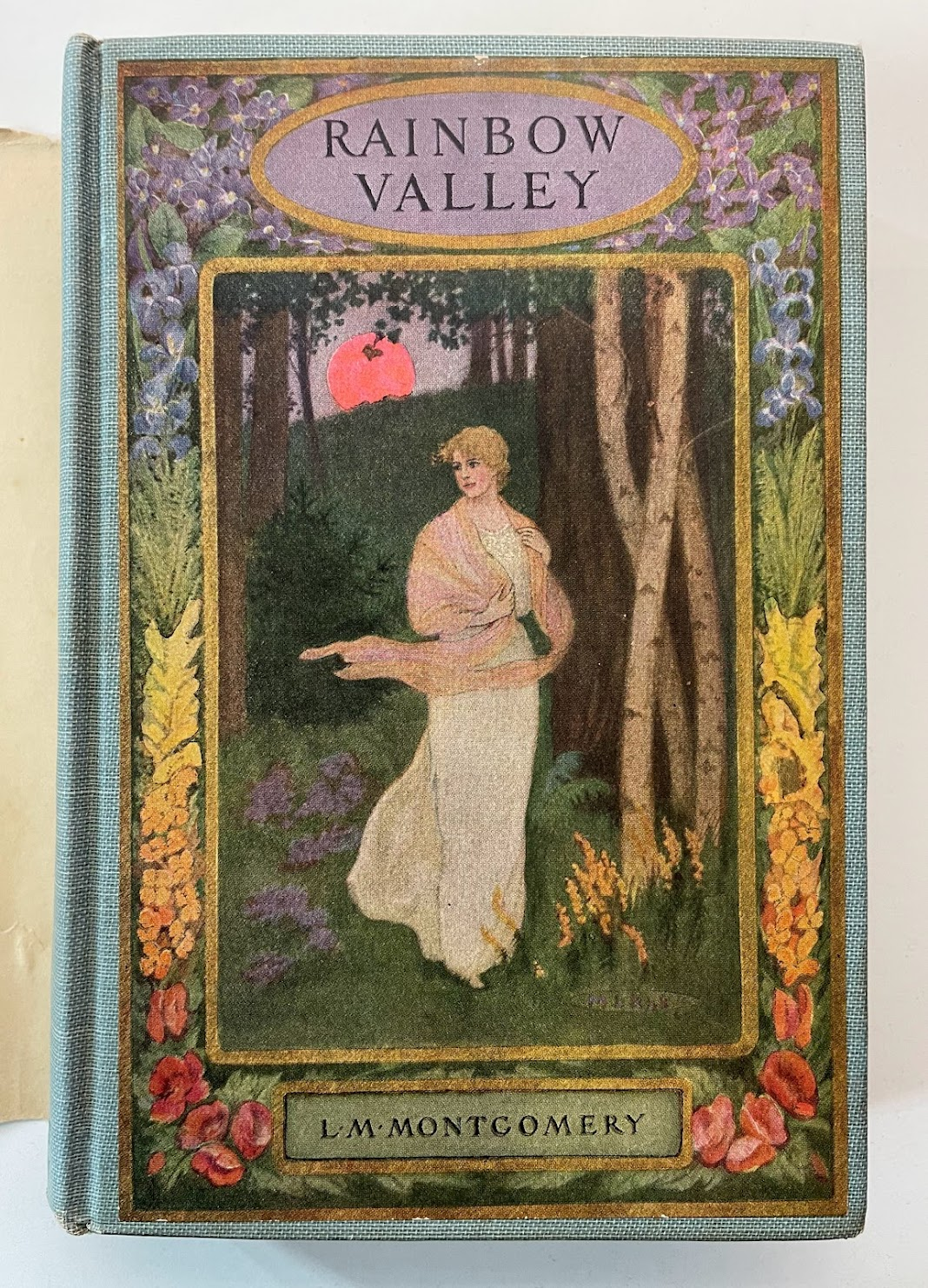

무지개 골짜기(Rainbow Valley)는 루시 모드 몽고메리의 빨간 머리 앤 시리즈의 일곱번째 작품이다.

## 등장 인물

### 블라이스 가(家)
- 앤 블라이스
- 길버트 블라이스
- 제임스 매튜 블라이스

앤과 길버트의 장남.
- 월터 블라이스

앤과 길버트의 차남.
- 낸 블라이스

앤과 길버트의 딸로 다이와 쌍둥이 자매.
- 다이 블라이스

앤과 길버트의 딸로 낸과 쌍둥이 자매.
- 셜리 블라이스

앤과 길버트의 3남.
- 릴라 블라이스

앤과 길버트의 3녀.
- 수전 베이커

가정부.

### 메러디스 가(家)
- 존 메러디스 목사
- 제럴드 메러디스

메러디스 목사의 장남.
- 페이스 메러디스

메러디스 목사의 장녀.
- 칼 메러디스

메러디스 목사의 차남.
- 우나 메러디스

메러디스 목사의 차녀.

### 기타
- 메리 밴스

## 관련 작품
| 책 이름                           | 원제                          | 출판 연도 | 앤 셜리의 나이 |
| --------------------------------- | ----------------------------- | --------- | -------------- |
| 빨간 머리 앤                      | Anne of Green Gables          | 1908      | 11 ~ 16세      |
| 에이번리의 앤                     | Anne of Avonlea               | 1909      | 16 ~ 18세      |
| 레드먼드의 앤                     | Anne of the Island            | 1915      | 18 ~ 22세      |
| 윈디 윌로우스의 앤                | Anne of Windy Willows         | 1936      | 22 ~ 25세      |
| 앤의 꿈의 집                      | Anne's House of Dreams        | 1937      | 25 ~ 27세      |
| 잉글사이드의 앤                   | Anne of Ingleside             | 1939      | 34 ~ 40세      |
| 무지개 골짜기                     | Rainbow Valley                | 1919      | 41 ~ 43세      |
| 잉글사이드의 릴라                 | Rilla of Ingleside            | 1921      | 49 ~ 53세      |
| 앤의 추억의 나날                  | The Blythes Are Quoted        | 2009      | 40 ~ 75세      |
| 앤 셜리와 관련이 있는 단편 모음집 |                               |           |                |
| 앤의 친구들                       | Chronicles of Avonlea         | 1912      | ―              |
| 앤 주변의 사람들                  | Further Chronicles of Avonlea | 1920      | ―              |